# Mittel (Buchhaltung)
Mittel ist in der Wirtschaft und im Rechnungswesen die Sammelbezeichnung sämtlicher Aktiva in der Bilanz von Unternehmen.

## Allgemeines
Aktiva sind alle Vermögensgegenstände, über die ein Unternehmen verfügen kann. Sie werden in Anlagevermögen und Umlaufvermögen unterteilt. Die Bilanzierung dieser Mittel erfolgt dabei nach ihrer Liquidierbarkeit, also der Möglichkeit, sie in Bargeld umwandeln zu können. Am schlechtesten liquidierbar ist das Anlagevermögen (beispielsweise Grundstücke oder Maschinen), am besten liquidierbar ist das Umlaufvermögen (der Kassenbestand ist bereits Bargeld, Bankguthaben können durch Barauszahlung in Bargeld verwandelt werden).    

## Verwendung des Begriffs
Liquide Mittel sind in der Betriebswirtschaftslehre die mit höchster Liquidierbarkeit versehenen Vermögensgegenstände, sie stellen die Liquidität sicher. Der Begriff Betriebsmittel wird zuweilen missverständlich als Synonym für die liquiden Mittel verwendet, obwohl er einen Produktionsfaktor (Betriebsmittel) beschreibt, der Betriebsmittelkosten verursacht. Bewegungsbilanz und Kapitalflussrechnung kennen die Mittelherkunft und die Mittelverwendung, wobei erstere die Finanzierungsquellen (Passiva) und letztere die Investitionsform dieser Mittel beschreibt. Dabei ist die Mittelbindung nichts anderes als die Kapitalbindung. Der Rechtsbegriff Eigenmittel steht bei Kreditinstituten (Eigenmittel nach § 10a KWG) und Versicherungen (Eigenmittel nach § 89 VAG) für Eigenkapital, das Wort „Fremdmittel“ für Fremdkapital wird häufig zur Unterscheidung von finanziellen Fördermitteln verwendet.

## Sonstiges
Auch außerhalb der Unternehmen ist von Mitteln die Rede, wenn Geld gemeint ist. So gibt es beispielsweise finanzielle Fördermittel des Staates oder die Mittellosigkeit von Privatpersonen, wenn Geldmangel herrscht.